# 2024年波士頓影評人協會獎
第45屆波士頓影評人協會獎（The 45th Boston Society of Film Critics Awards）是由波士頓影評人協會於2024年12月8日頒發，以茲獎勵2024年電影的獎項。
2024年11月12日，宣布任職於波士頓電影產業的26名記者與影評人，將於12月8日投票產出本屆得主，最終由《阿诺拉》獲得最佳影片。

## 獲獎名單

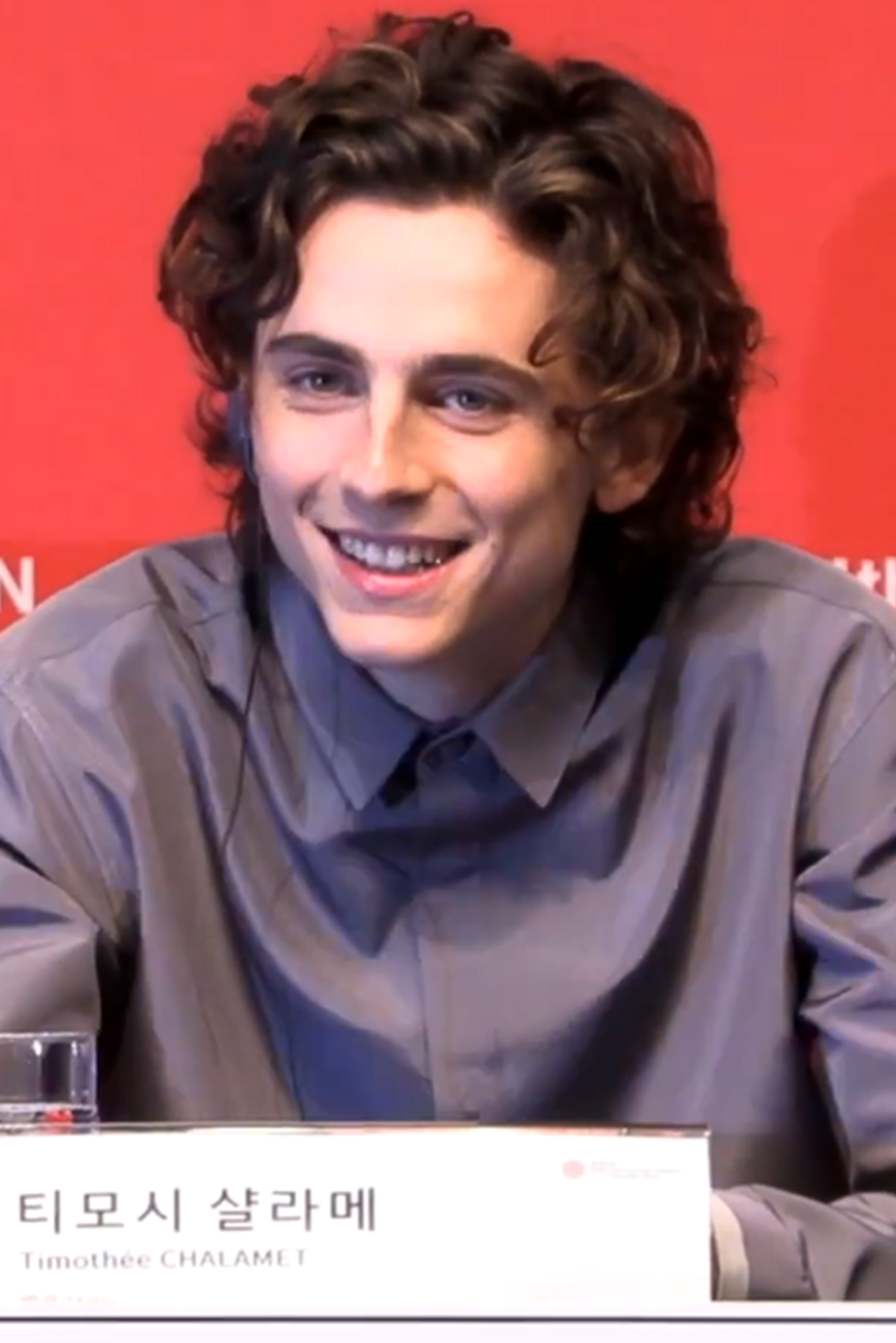
最佳男主角：提摩西·夏勒梅

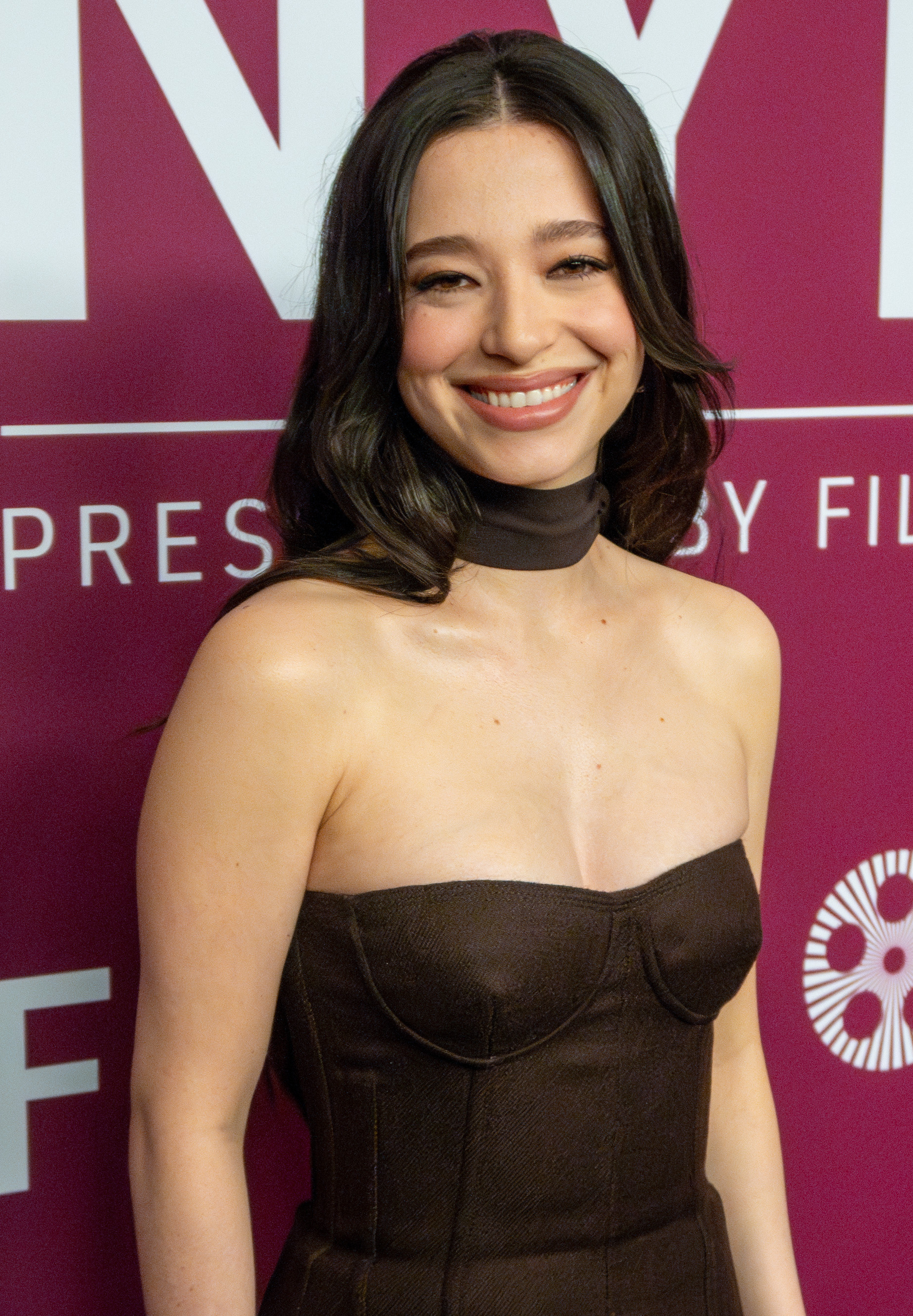
最佳女主角：麥琪·麥迪遜

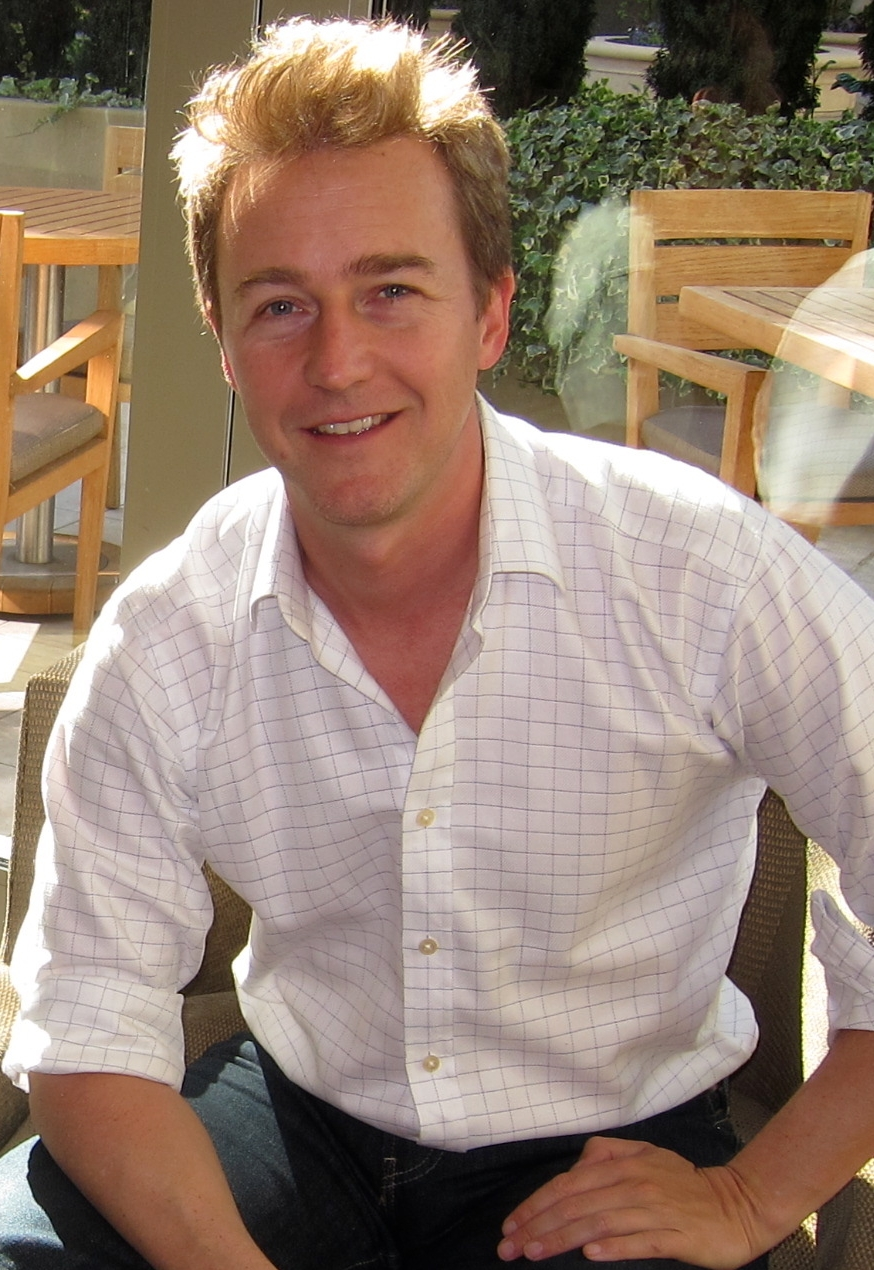
最佳男配角：爱德华·诺顿

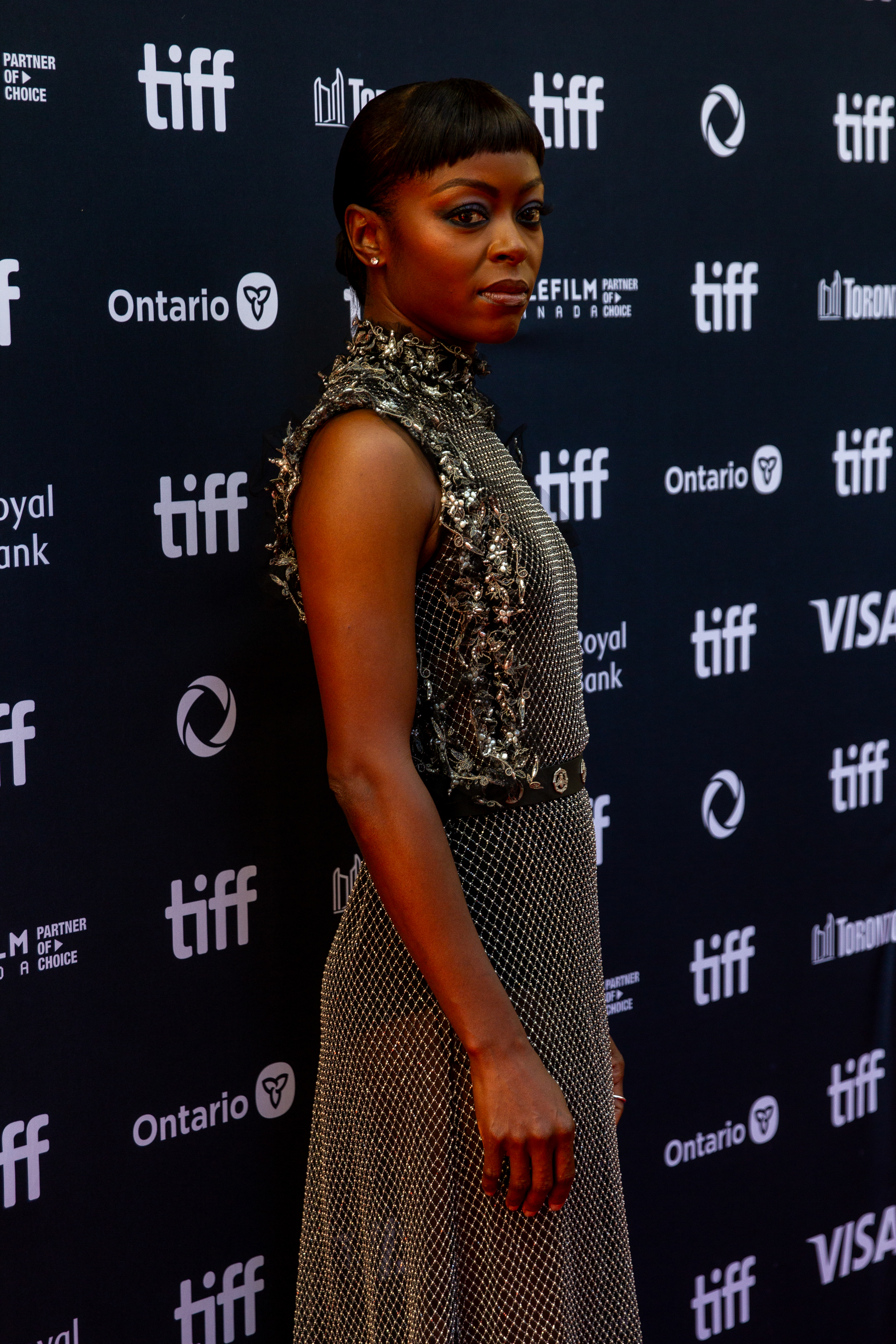
最佳女配角：丹妮爾·戴德維勒

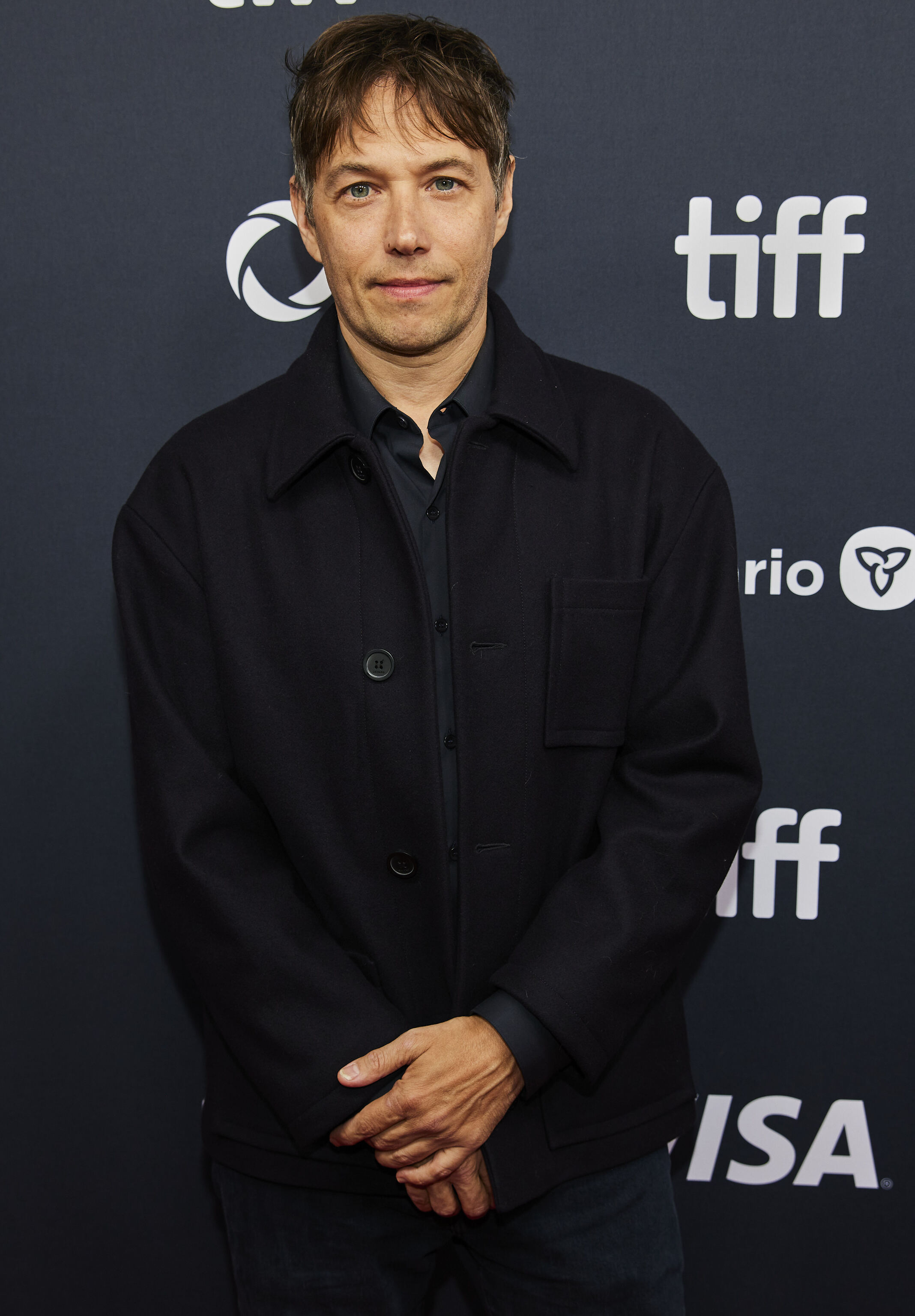
最佳導演、最佳原創劇本：西恩·貝克

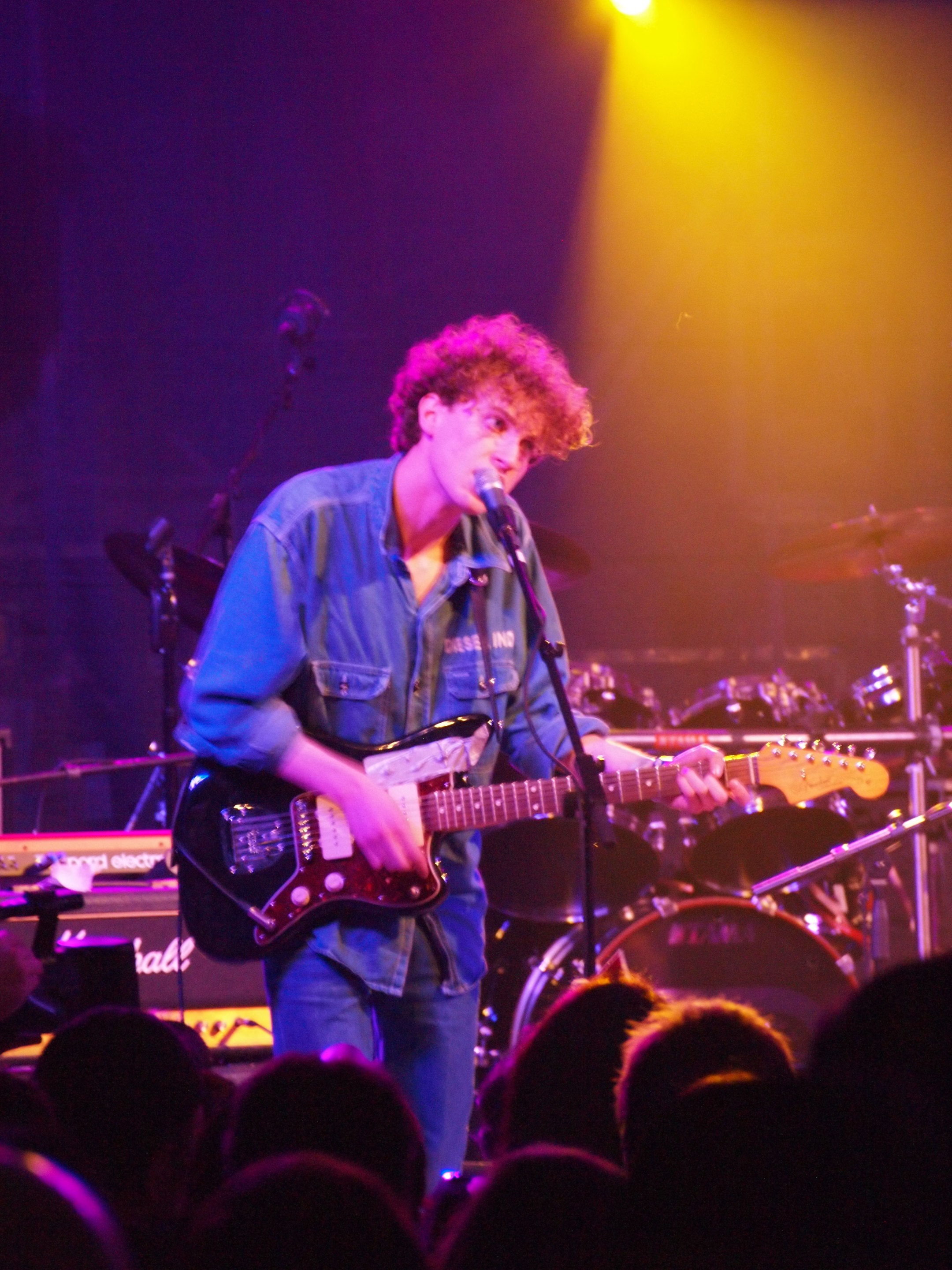
最佳原創配樂：丹尼爾·布朗堡

- 最佳影片

《阿诺拉》
- 最佳男主角

《巴布狄倫：搖滾詩人》提摩西·夏勒梅
- 最佳女主角

《阿诺拉》麥琪·麥迪遜
- 最佳男配角

《巴布狄倫：搖滾詩人》爱德华·诺顿
- 最佳女配角

《鋼琴課》丹妮爾·戴德維勒
- 最佳導演

《阿诺拉》西恩·貝克
- 最佳原創劇本

《阿诺拉》西恩·貝克
- 最佳改編劇本

《五分钱男孩》拉梅爾·羅斯、喬絲琳·巴恩斯
- 最佳攝影

《粗獷派建築師》洛爾·克勞利
- 最佳紀錄片（紀念露西亞·史莫）

《你的國，我的家》
- 最佳動畫片

《貓貓的奇幻漂流》
- 最佳電影剪輯（紀念凱倫·施密爾（英语：Karen Schmeer））

《挑戰者》馬可·科斯塔（Marco Costa）
- 最佳新電影製作人（紀念大衛·布魯諾伊（英语：David Brudnoy））

《夏日小行星》安妮·貝克
- 最佳整體演出

《监狱剧院》
- 最佳原創配樂

《粗獷派建築師》丹尼爾·布朗堡
- 最佳非英語電影

《不要太期待世界末日》

## 外部連結
- 官方网站